# Katarzyna Cichopek
Katarzyna Cichopek, née le 7 octobre 1982 à Varsovie, est une actrice et animatrice de télévision polonaise.

## Biographie
Elle est diplômée du lycée Jana III Sobieskiego de Varsovie. On la voit dans les séries télévisées polonaises Boża podszewka et M jak miłość. En 2005, avec son partenaire  Marcin Hakiel, elle remporte le trophée du concours de danse dans le cadre de l'émission Taniec z gwiazdami diffusée sur TVN, équivalent de l'émission britannique Strictly Come Dancing . Le duo représente la Pologne au Concours Eurovision de la danse 2007 où ils se classent quatrièmes. En 2007-2009, elle anime aux côtés de Krzysztof Ibisz, l'émission Jak oni śpiewają sur Polsat. Elle présente avec Katarzynę Trzaskalską l'émission Twój Puls sur la chaîne de télévision polonaise TV Puls, qui sera toutefois arrêtée en 2015 faute d'audience.

## Filmographie

### Cinéma
- 2010 : Dancing for You : Kajka
- 2015 : Wkreceni 2 : Jury

### Télévision

#### Séries télévisées
- 1997 : Boza podszewka : Elzutka - Age 11 (non créditée)
- 2000-2018 : M jak milosc : Kinga Filarska-Zdunska
- 2004 : Dziki : Zosia Walczakowa
- 2008 : Agentki : Anna Migdalska
- 2008 : Daleko od noszy : Policewoman Asia
- 2008 : I kto tu rzadzi? : Iwona
- 2009 : Tancerze : Klaudia Lichotek
- 2012 : Na dobre i na zle : Anna
- 2017 : Ojciec Mateusz : Eliza Kania (épisode 223 Przypadkowa druhna)
- 2017 : Na sygnale : actrice (épisode 141 Dr Hans)